# Gilles Tremblay
Gilles Tremblay   (Arvida, 6 de setembre de 1932 - Montreal, 27 de juliol de 2017) va ser un pianista, onista, educador i compositor quebequès.
Gilles Tremblay va estudiar música al "Conservatoire de musique" de Montréal amb Germaine Malépart (piano) i Claude Champagne (composició). Va continuar els seus estudis a París amb Olivier Messiaen (anàlisi), Yvonne Loriod (escriptura i piano), Andrée Vaurabourg i Maurice Martenot. Posteriorment, aprendrà sobre música electroacústica, sobretot a principis dels anys seixanta quan va fer pràctiques al grup de recerca musical RTF. De tornada al Quebec, va impartir cursos d'anàlisi al Centre d'Arts d'Orford, així com al "Conservatoire de musique du Quebec", a Quebec. Va ser nomenat cap de la classe d'anàlisi al Conservatori de Montréal el 1962. Va ser membre del consell d'administració de la SMCQ (1968-1988), convertint-se en el seu president (1982-1988) i director artístic (1986- 1988). Finalment es va retirar el 1997.

## Escrits
- 1968 "Nota per a la durada de les cançós". Revue d'esthétique num. 21, ("Música nova"): pp. 51–58.

## Honors
- 1968 - Premi Calixa-Lavallée pel sistema de so del pavelló del Quebec per a l'Expo 67
- 1973 - Medalla del Consell per a la Música de Canadà
- 1980 - Premi Lynch-Staunton
- 1982 - Rebutja l'Ordre del Canadà
- 1991 - Cavaller de l'Ordre Nacional de Quebec.
- 1991 - Premi Denise-Pelletier
- 1997 - Premi Serge-Garant
- 2002 - Premi Opus, homenatge
- 2012 - Oficial de l'Ordre del Canadà